# Francis Crick
Francis Harry Compton Crick OM FRS (n. 8 iunie 1916, Northampton, Anglia, Regatul Unit al Marii Britanii și Irlandei – d. 28 iulie 2004, San Diego, California, SUA) a fost un bio- și neuro-fizician britanic, fiind unul din cei patru co-descoperitori (alături de James D. Watson, Maurice Wilkins și Rosalind Franklin) a structurii ADN-ului în 1953.  Crick a devenit laureat al Premiului Nobel pentru Fiziologie sau Medicină în anul 1962, alături de colegii săi în viață James D. Watson și Maurice Wilkins, întrucât Rosalind Franklin a murit de cancer în 1958, înaintea deciderii decernării premiului. 
În acordarea prestigiosului premiu, juriul acestuia a menționat selecționarea acordării distincției ca recompensând "descoperirile lor referitoare la structura moleculară a acizilor nucleici și la semnificația sa în transferul informației în lumea vie". 
Munca sa ulterioară la MRC (Molecular Biology Laboratory) până în 1977 nu a fost prea remarcată, neprimind prea multă recunoaștere.  Restul carierei sale, până la moartea sa, a fost dedicată educației universitare, ocupând funcția de distins profesor de cercetări ca titular al catedrei J.W. Kieckhefer Distinguished Research Professor de la Salk Institute for Biological Studies, localizat în La Jolla, California, Statele Unite ale Americii. 

## Date biografice
Francis Crick s-a născut la 8 iunie 1916 la Northampton, Anglia.  În anul 1937 a absolvit University College din Londra, devenind licențiat în fizică.  În 1947 studiază biologia la Institutul de Cercetare Strangeways, din cadrul Universității Cambridge.  În perioada  1949 - 1977 lucrează ca cercetător în cadrul Laboratorului de biologie moleculară Cambridge, Anglia. 
Între 1951 - 1953 descoperă structura acidului dezoxiribonucleic, în timp ce lucra, alături de James Watson, Rosalind Franklin și Maurice Wilkins, ca cercetător în Laboratorul Cavendish al Universității Cambridge.  În 1953 își completează studiile despre structura hemoglobinei, iar în 1976 acceptă un post de profesor la Institutul Salk  pentru Studii în Biologie, din California.

### Articole științifice —Crick papers
- en  Register of Francis Crick Personal Papers – MSS 660 Crick's personal papers at Mandeville Special Collections Library, Geisel Library, University of California, San Diego
- en  Francis Crick Archive — Papers by Francis Crick are available for study at the Wellcome Library's Archives and Manuscripts department. These papers include those dealing with Crick's career after he moved to the Salk Institute in San Diego. The digitised papers are available at Codebreakers: Makers of Modern Genetics: the Francis Crick papers
- en  Comprehensive list of pdf files of Crick's papers from 1950 to 1990 – National Library of Medicine.
- en  Francis Crick papers – Nature.com
- en  Crick's comments on LSD
- en  Manuscripts and Correspondence – Mark Bretscher Discovery of Crick's original scientific material in Cambridge, England.
- en  Key Participants: Francis H. C. Crick Arhivat în 21 septembrie 2012, la Wayback Machine. – Linus Pauling and the Race for DNA: A Documentary History